# (1836) Комаров
(1836) Комаров (лат. Komarov) — типичный астероид главного пояса, открыт 26 июля 1971 года советским астрономом Николаем Черных в Крымской астрофизической обсерватории и 1 июня 1975 года назван в честь лётчика-космонавта СССР Владимира Комарова.

## Обнаружение и именование
(1836) Комаров
Открыт 26 июля 1971 года в Научном Н. С. Черных.
Назван в честь советского космонавта Владимира Михайловича Комарова (1927—1967). В 1964 году он возглавил пилотируемый полёт на космическом корабле "Восход". Он погиб 24 апреля 1967 года при выполнении испытательного полёта космического корабля "Союз-1".
Оригинальный текст (англ.)1836 Komarov
Discovered 1971-07-26 by Chernykh, N. at Nauchnyj.
Named in honor of the Soviet cosmonaut Vladimir Mikhajlovich Komarov (1927—1967). In 1964 he headed the manned flight on the Voskhod spacecraft. He perished on 24 April 1967 when completing the Soyuz-1 spacecraft test-flight. 
Источники: DISCOVERY.DB; M.P.C. 3825.

## Орбита

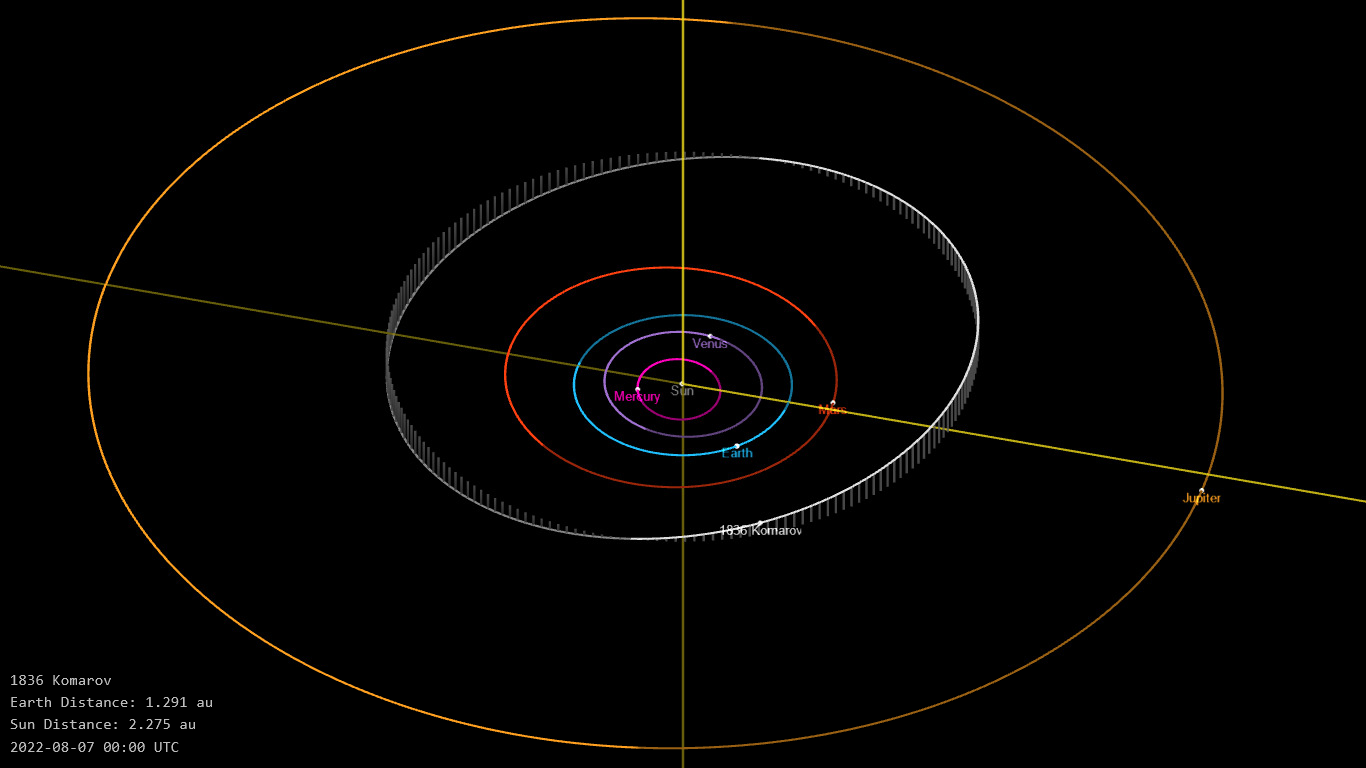
Орбита астероида Комаров и его положение в Солнечной системе

## Физические характеристики
Из результатов второго этапа спектроскопической съёмки малых астероидов главного пояса (Small Main-belt Asteroid Spectroscopic Survey, SMASSII) следует, что астероид относится к таксономическому классу Ch, по результатам наблюдений системы телескопов панорамного обзора и быстрого реагирования Pan-STARRS — к классу C, а по результатам миссии Gaia — к классу Ch (BDM)
По результатам наблюдений в видимом и ближнем инфракрасном диапазоне космического телескопа NEOWISE и наблюдений в инфракрасном диапазоне спутника Akari диаметр астероида сначала оценивался равным 22,240±0,304 км или
22,86±0,73 км, позже — 25,40±9,32 км, 21,84±6,55 км, 21,55±6,10 км, 22,240±0,304 км, 21,75±6,79 км, 20,15±6,02 км и 20,82±5,96 км. Согласно тем же источникам альбедо оценивается как 0,0420±0,0053, 0,103±0,007, 0,043±0,019, 0,06±0,06, 0,05±0,05, 0,042±0,005, 0,037±0,027, 0,041±0,028 и 0,040±0,027.